# Heteroconger taylori
Heteroconger taylori és una espècie de peix pertanyent a la família dels còngrids.

## Descripció
- Pot arribar a fer 47,9 cm de llargària màxima.
- Fa al voltant de 20 mm de diàmetre.
- És, de vegades, de color groc amb taques negres.[5][6][7]

## Hàbitat
És un peix marí, demersal i de clima tropical que viu fins als 10 m de fondària.

## Distribució geogràfica
Es troba a Papua Nova Guinea i Indonèsia.

## Observacions
És inofensiu per als humans.